# Wairopi
Wairopi (ang. Wire Rope Bridge) – wieś nad rzeką Kumusi w prowincji Oro, Papua-Nowa Gwinea położone na Szlaku Kokoda. Obecnie znajduje się tam most.

## Historia
W kampanii II wojny światowej na jesieni 1942 podczas odwrotu Cesarskiej Armii Japonii w trakcie walk na Szlaku Kokoda most był wielokrotnie bombardowany przez lotnictwo alianckie, by zakłócić japońskie linie zaopatrzeniowe. Most został zniszczony w trzecim tygodniu października 1942 roku.
W listopadzie 1942 armia japońska forsowała w tym miejscu rzekę, ponosząc straty kilkuset żołnierzy. Rozlana rzeka blokowała odwrót sił japońskich, więc dowódca japoński generał-major Tomitarō Horii postanowił spłynąć tratwą w dół rzeki. Tratwa utknęła zatrzymana przez pnie drzew, a Horii przesiadł się do czółna, które znalazł na brzegu. Czółno spłynęło do morza, ale tam wywróciło się w czasie sztormu i Horii utonął. 
13 listopada 1942 dwie brygady 6 Dywizji Piechoty Armii Australijskiej przekroczyły w tym samym miejscu rzekę Kumusi. Przeważyło to szalę zwycięstwa na stronę Armii Australijskiej.